# Isaac Holmes
Isaac Holmes (* 3. Mai 1758 in Charleston, Province of South Carolina; † 3. April 1812 in Charleston, South Carolina) war ein britisch-amerikanischer Händler und Politiker in South Carolina (Föderalistische Partei).

## Werdegang
Über Isaac Holmes sind nicht viele Informationen überliefert. Er war Mitglied der South Carolina General Assembly. Während des Amerikanischen Unabhängigkeitskrieges diente er zwischen 1778 und 1780 im Repräsentantenhaus der Province of South Carolina. Nach dem Fall von Charleston im Mai 1780 wurde er durch die Briten gefangen genommen, dann mit einem Schiff nach St. Augustine (Florida) gebracht, wo er inhaftiert wurde. Einer seiner Mitgefangenen war Christopher Gadsden, der damalige Vizegouverneur von South Carolina. Sie wurden 1781 ausgetauscht. Nach dem Krieg wählte man ihn selber zum Vizegouverneur von South Carolina, eine Stellung, die er zwischen dem 15. Februar 1791 und dem 5. Dezember 1791 innehatte. Am 19. September 1791 erhielt er durch das Bundesfinanzministerium (Treasury Department) seine Ernennung zum Zolleinnehmer für Charleston. Er übte dieses Amt bis zu seinem Rücktritt 1797 aus.
Isaac Holmes war der Sohn von Elizabeth Stobo Stanyarne und Isaac Holmes. Er heiratete am 5. Januar 1779 Elizabeth Legare (1762–1835).